# Квят, Даниил Вячеславович
Дании́л Вячесла́вович Квят (род. 26 апреля 1994, Уфа, Башкортостан) — российский автогонщик. Известен под прозвищем «Торпеда». Чемпион серии GP3 (2013), участник чемпионата мира Формулы-1 (2014—2017, 2019—2020).

## Биография
Отец — Вячеслав Квят (род. 1958) — бизнесмен, экс-депутат Курултая Республики Башкортостан, бывший руководитель республиканского филиала Российской партии жизни; мать — Зульфия (род. 1972).
До 6 лет Квят жил в Уфе, затем вместе с семьёй переехал в Москву. В 12 лет, ради карьеры Квята, семья переехала в Рим. Квят хорошо знает английский, итальянский, испанский языки, немного говорит на финском.

### Личная жизнь
С января 2017 года встречался с дочерью трёхкратного чемпиона мира Формулы-1 Нельсона Пике Келли Пике (род. 7 декабря 1988, мать — вторая жена Нельсона Пике, голландская модель Сильвия Тамсма).
В ночь на 28 июля 2019 года Пике родила дочь Пенелопу. В апреле 2020 года Пике объявила о расставании с Квятом.

## Спортивная карьера

#### Первые годы
Детство Квят провёл в Уфе; учась в школе, занимался теннисом, становился победителем на школьных соревнованиях. Переехав в Москву, попал в картинговый центр и попробовал проехать на карте по трассе, что ему очень понравилось. С того момента он стал увлекаться автоспортом, часто посещал автодром. В скором времени у Квята появились свои тренеры, и он стал принимать участие в серьёзных соревнованиях. В 2005 г. стал победителем Рождественского Кубка Сочи по картингу (класс Мини). В этом году также выступал в чемпионате России по картингу (класс Ракет), где занял 12-е место. В 2006 г. стал 13-м в чемпионате Москвы (Ракет). Дальше начал участвовать в итальянских чемпионатах MiniKart, из-за чего в итоге переехал в Рим.
Талантливого юного гонщика быстро заметили различные программы поддержки молодых гонщиков крупных концернов, и с 2009 года его карьере стал помогать нефтяной концерн Лукойл, а в 2010 году Квят подписал контракт с проектом Red Bull Junior Team. Сотрудничество с данными компаниями позволило команде Квята заранее обеспечить финансирование карьеры на несколько лет вперёд и в том же 2010 году, после ряда более заметных успехов в картинговых гонках, попробовать себя в гонках машин с открытыми колёсами. Для сезона дебюта были выбраны сразу несколько младших юниорских серий — Квят провёл более тридцати стартов в Европе и Азии на технике Формулы-БМВ и двухлитрового класса Формулы-Рено. В серии, где Квят проводил свои основные старты в том году — в европейской Формуле-БМВ — он занял лишь десятое место при одном подиумном финише, в то время как его напарник по программе и давний картинговый соперник — Карлос Сайнс (мл.) побывал на подиуме пять раз и поднялся на четвёртую строчку в итоговом личном зачёте.
Год спустя европейцы встретились в Североевропейском кубке и общеевропейском чемпионате, где, набравшись опыта, уже боролись за титул, но оба раза уверенный перевес вновь был за испанцем. В младшем первенстве Квят одержал семь побед в двадцати стартах и занял итоговое второе место, а в старшем выиграл лишь две гонки (в четырнадцати стартах) и занял третье место — и его и Сайнса опередил Робин Фряйнс из гоночного коллектива Йозефа Кауфманна. В 2012 году Сайнс был переведён в гонки Формулы-3, а Квята ещё на год оставили в гонках двухлитровой Формулы-Рено. Решение руководителя программы Хельмута Марко принесло неоднозначный итог — дополнительный год опыта никак не сказался на выступлениях Квята в подобных гонках: в младшем чемпионате (альпийское первенство) он не без проблем, но взял титул (опередив ближайшего соперника лишь на три балла), а в Еврокубке вновь упустил титул — на этот раз проиграв Стоффелю Вандорну (ключевым фактором в борьбе с бельгийцем стала стабильность выступлений — выиграв на три гонки больше, Квят проиграл сопернику в чемпионате десять очков).
В 2013 году Квят воссоединился с Сайнсом в GP3 в MW Arden. На новой технике оба чувствовали себя не слишком уверенно — Сайнс дважды подвергался дисквалификации в гонках, часто попадал в аварии и, несмотря на неплохую скорость, закончил год лишь десятым; Квят начал год схожим образом, но во второй половине чемпионата трижды подряд выиграл длинные субботние гонки и сначала догнал плотную, но не очень стабильную группу лидеров чемпионата, а потом и возглавил личный зачёт, в итоге привезя ближайшему сопернику тридцать очков. Параллельно в главных командах Red Bull в Формуле-1 образовалась одна вакансия (Марк Уэббер покинул чемпионат мира, а на его позицию в старшей команде был переведён Даниэль Риккардо) и на свободное место, в итоге, был выбран именно Квят, проявивший себя в сезоне-2013 лучше, чем тот же Сайнс и третий член Red Bull Junior Team — португалец Антониу Феликс да Кошта.

#### Формула-1
Квят с первых Гран-при 2014 года показывал сопоставимые с напарником Жаном-Эриком Вернем результаты, в первых четырёх стартах четырежды добравшись до финиша. Далее результаты несколько ухудшились — Квят выдал серию из пяти Гран-при, где четырежды не добирался до финиша из-за различных технических проблем. Даже несмотря на проигрыш напарнику в личном зачёте, Квят сначала продлил контракт с Toro Rosso, а когда из старшей команды решил уйти Себастьян Феттель, заменил немца в составе Red Bull Racing. Очковый счёт Квята уже после Бельгии замер на отметке в восемь баллов, а его напарник в семи последних Гран-при трижды попал в очковую зону и опередил Квята к концу сезона на 14 баллов.
В 2015 году машина Red Bull часто уступала даже младшей команде. Впрочем на Гран-при Монако Квят и Риккардо уже в квалификации смогли обеспечить себе позиции в первой пятёрке, а в гонке лишь подтвердили их. Квят, чуть уступивший своему австралийскому напарнику в скорости на одном круге и в квалификации и в гонке, провёл сам заезд лучше, несколько раз обменивался с ним позициями, а в итоге впервые финишировал на четвёртом месте. В дальнейшем техника позволяла гонщикам австрийской команды бороться лишь на грани очковой зоны. На Гран-при Венгрии благодаря обгонам и проблемам лидеров Квят поднялся с седьмой стартовой позиции на вторую финишную, что позволило улучшить достижение российских гонщиков в гонках чемпионата мира. На Гран-при Бельгии Квят квалифицировался 12-м, но благодаря множеству эффектных обгонов финишировал на четвёртом месте; из-за схода Риккардо россиянин опередил его в общем зачёте чемпионата на 6 очков. После Сингапура Квят вновь пропустил напарника вперёд, однако на Гран-при России, заняв пятое место, опять опередил его и удерживал седьмое место в чемпионате до конца сезона. По итогам сезона 2015 года Квят обогнал своего напарника в личном зачёте на три очка, но проиграл Риккардо в квалификациях со счётом 7:12.
Сезон 2016 года начался для Квята неудачно: в Австралии машина заглохла ещё на прогревочном круге. В Бахрейне он набрал очки, в Китае с шестого места прорвался на третье. На Гран-при России в Сочи Квят стартовал восьмым и в попытке атаковать Феттеля дважды ударил его машину, что повлекло за собой другие столкновения. Квят был оштрафован 10-секундным Stop & go, очков не набрал и был переведен в «младшую» команду Scuderia Toro Rosso, где с Гран-при Испании заменил Макса Ферстаппена. Ферстаппен, заняв место Квята в «Ред Булл», выиграл первую же гонку — Гран-при Испании. Журналисты говорили о «полосе неудач» в карьере Квята: в Монако, Баку, Австрии, Монце и Абу-Даби до финиша не добрался.
После Гран-при Сингапура 2017 года было объявлено, что Квята на Гран-при Малайзии в составе команды заменит Пьер Гасли, который принимал участие и на Гран-при Японии. Квят выступил на Гран-при США, заменив Карлоса Сайнса, ушедшего в «Рено». Он завоевал одно очко, но несмотря на это был заменён на Брендона Хартли, а 25 октября Хельмут Марко объявил, что Квят больше не вернётся в команду и исключён из программы гонщиков Red Bull.
Впоследствии Даниил Квят был нанят командой Ferrari в качестве гонщика по развитию.
В 2018 году менеджером Квята стал Николя Тодт, сын Жана Тодта. В сентябре начала появляться информация о возвращении Квята в «Торо Россо» в 2019 году, и 29 сентября на гран-при России об этом было объявлено официально.
В новом сезоне напарником Квята стал тайско-британский гонщик Александр Албон. В первой гонке сезона 2019 попал в очки, сдержав Пьера Гасли на более быстрой машине Red Bull. Но в следующих трёх гонках Квята преследовали неудачи — в Бахрейне он столкнулся с Антонио Джовинацци, в Китае столкновение с Макларенами, за что Квят получил штраф в виде проезда по пит-лейн, а в Баку столкновение с Даниэлем Риккардо, не позволившее обоим гонщикам завершить гонку. В трёх последующих гонках Квяту удалось попасть в очковую зону. На гран-при Великобритании он, стартовав с 19-го места, закончил гонку девятым, тем самым совершив самый большой прорыв в гонке. 28 июля 2019 года занял третье место на Гран-при Германии, добыв второй подиум в истории «Торо Россо» после победы Феттеля в 2008 году. Для Квята этот подиум стал третьим в карьере в «Формуле-1». После летнего перерыва, когда в Red Bull был повышен Албон, а на его место в Toro Rosso ушёл Пьер Гасли, Квят на Гран-при Бельгии отыграл одиннадцать мест, финишировав в гонке седьмым.
По окончании сезона 2020 стало известно, что Квят пропустит сезон 2021, поскольку места в «Альфа Таури» и Ред Булл были заняты другими гонщиками. Сам же Квят выступил не очень сильно, набрав 32 очка и став 14-м в личном зачёте.
Также стало известно о переходе Квята в Alpine F1 Team в качестве резервного гонщика на сезон 2021.

#### NASCAR
В июле 2022 года стало известно, что Квят станет первым россиянином, который будет участвовать в американской гоночной серии NASCAR, проехал три гонки в NASCAR Cup Series 2022 года и две — в NASCAR Xfinity Series (в 2022 и 2024 годах).

#### FIA WEC
В феврале 2023 года было объявлено, что Квят проведёт сезон 2023 года в чемпионате FIA WEC в составе команды Prema Racing. Его напарниками будут Мирко Бортолотти и Дориан Пен.

## Статистика результатов
| 2010 | Тихоокеанская Формула-БМВ                 | EuroInternational                       | 8                  | 2                  | 0                  | 2                  | 0                  | НК                 |
| 2010 | Европейская Формула-БМВ                   | EuroInternational                       | 16                 | 0                  | 0                  | 0                  | 138                | 10                 |
| 2010 | Британская Формула-Рено 2.0. Зимняя серия | Koiranen Bros. Motorsport               | 6                  | 1                  | 0                  | 0                  | 109                | 4                  |
| 2010 | Еврокубок Формулы-Рено 2.0                | Koiranen Bros. Motorsport               | 2                  | 0                  | 0                  | 0                  | 0                  | НК                 |
| 2011 | Toyota Racing Series                      | Victory Motor Racing                    | 12                 | 1                  | 3                  | 1                  | 138                | 5                  |
| 2011 | Британская Формула-Рено 2.0. Зимняя серия | Koiranen Bros. Motorsport               | 6                  | 0                  | 1                  | 0                  | 111                | 3                  |
| 2011 | Североевропейский кубок Формулы-Рено 2.0  | Koiranen Bros. Motorsport               | 20                 | 2                  | 5                  | 7                  | 431                | 2                  |
| 2011 | Еврокубок Формулы-Рено 2.0                | Koiranen Bros. Motorsport               | 14                 | 2                  | 3                  | 2                  | 155                | 3                  |
| 2012 | Альпийская Формула-Рено 2.0               | Koiranen Motorsport                     | 14                 | 4                  | 4                  | 7                  | 217                | 1                  |
| 2012 | Еврокубок Формулы-Рено 2.0                | Koiranen Motorsport                     | 14                 | 4                  | 5                  | 7                  | 234                | 2                  |
| 2013 | Чемпионат Европы Формулы-3                | Carlin                                  | 21                 | 5                  | 1                  | 1                  | 0                  | НК                 |
| 2013 | GP3                                       | MW Arden                                | 16                 | 2                  | 4                  | 3                  | 168                | 1                  |
| 2013 | Формула-1                                 | Scuderia Toro Rosso                     | тестовый гонщик    | тестовый гонщик    | тестовый гонщик    | тестовый гонщик    | тестовый гонщик    | тестовый гонщик    |
| 2014 | Формула-1                                 | Scuderia Toro Rosso                     | 19                 | 0                  | 0                  | 0                  | 8                  | 15                 |
| 2015 | Формула-1                                 | Red Bull Racing                         | 19                 | 0                  | 0                  | 0                  | 95                 | 7                  |
| 2016 | Формула-1                                 | Red Bull Racing                         | 4                  | 0                  | 0                  | 0                  | 25                 | 14                 |
| 2016 | Формула-1                                 | Scuderia Toro Rosso                     | 17                 | 0                  | 1                  | 0                  | 25                 | 14                 |
| 2017 | Формула-1                                 | Scuderia Toro Rosso                     | 15                 | 0                  | 0                  | 0                  | 5                  | 19                 |
| 2018 | Формула-1                                 | Scuderia Ferrari                        | гонщик по развитию | гонщик по развитию | гонщик по развитию | гонщик по развитию | гонщик по развитию | гонщик по развитию |
| 2019 | Формула-1                                 | Scuderia Toro Rosso                     | 21                 | 0                  | 0                  | 0                  | 37                 | 13                 |
| 2020 | Формула-1                                 | Scuderia AlphaTauri                     | 17                 | 0                  | 0                  | 0                  | 32                 | 14                 |
| 2021 | Формула-1                                 | Alpine F1 Team                          | резервный гонщик   | резервный гонщик   | резервный гонщик   | резервный гонщик   | резервный гонщик   | резервный гонщик   |
| 2022 | NASCAR Cup Series                         | Team Hezeberg by Reaume Brothers Racing | 3                  | 0                  | 0                  | 0                  | 0                  | 61                 |
| 2022 | NASCAR Xfinity Series                     | Sam Hunt Racing                         | 1                  | 0                  | 0                  | 0                  | 22                 | 59                 |
| 2022 | Russian Endurance Challenge — CN Pro      | G-Drive Racing                          | 2                  | 2                  | 2                  | 2                  | н/д                | 1                  |
| 2023 | FIA WEC — LMP2                            | Prema Racing                            | 7                  | 1                  | 0                  | 1                  | 63                 | 9                  |
| 2023 | 24 часа Ле-Мана — LMP2                    | Prema Racing                            | 1                  | 0                  | 0                  | 0                  | —                  | НФ                 |
| 2024 | FIA WEC — Hypercar                        | Lamborghini Iron Lynx                   | 8                  | 0                  | 0                  | 0                  | 2                  | 31                 |
| 2024 | NASCAR Xfinity Series                     | SS-Green Light Racing                   | 1                  | 0                  | 0                  | 0                  | 16                 | 66                 |
| 2025 | Чемпионат IMSA — GTP                      | Automobili Lamborghini Squadra Corse    |                    |                    |                    |                    |                    |                    |

### GP3
| 2013 | MW Arden | ESF 20 | VAF 4 | GBF 4 | GEF НФ | HUF 3 | BEF 1 | ITF 1 | ABF 1 | 168 | 1 |
| 2013 | MW Arden | ESS НФ | VAS 5 | GBS 4 | GES 16 | HUS 7 | BES 6 | ITS 2 | ABS 5 | 168 | 1 |

Жирным выделен старт с поул-позиции. Курсивом — быстрейший круг в гонке.
В первой строчке показаны результаты длинных (субботних) гонок, во второй — спринтерских (воскресных) гонок.

### Формула-1
| Легенда к таблице |                                                                    |
| --- | ------------------------------------------------------------------ |
| В таблице перечислены результаты всех Гран-при Формулы-1, в которых принимал участие гонщик. Строками таблицы являются сезоны, столбцами — этапы чемпионата мира. В каждой клетке указаны сокращённое название этапа и результат, дополнительно обозначенный цветом. Расшифровка обозначений и цветов представлена в нижеследующей таблице. |                                                                    |
| \| Пример \| Описание \| \| ------------ \| ------------------------------------------------------------------ \| \| 1 \| Победитель \| \| 2 \| Второе место \| \| 3 \| Третье место \| \| 5 \| Финишировал, заработав очки \| \| Сход \| Не финишировал, но при этом заработал очки \| \| 12 \| Финишировал, не получив очков \| \| НКЛ \| Финишировал, но не попал в финальную классификацию \| \| 15 \| Участвовал вне зачёта, либо по отдельной классификации \| \| 18 \| Не финишировал, но попал в финальную классификацию \| \| Сход \| Не финишировал \| \| НКВ \| Не прошёл квалификацию \| \| НПКВ \| Не прошёл предквалификацию \| \| ДСК \| Дисквалифицирован \| \| ИСК \| Исключён из протокола соревнований \| \| ТТ \| Заявлен для участия только в тренировках \| \| НС \| Участвовал в квалификации, но не стартовал в гонке \| \| Т \| Травмирован или болен \| \| ОТК \| Отказ от участия \| \| НТР \| Прибыл на соревнования, но на трассу не выезжал \| \| НПР \| Был заявлен в числе участников, но не прибыл к началу соревнований \| \| О \| Соревнования отменены \| \| \| Не участвовал \| \| Поул-позиция \| \| \| Быстрый круг \| \| |                                                                    |
| Пример | Описание                                                           |
| 1 | Победитель                                                         |
| 2 | Второе место                                                       |
| 3 | Третье место                                                       |
| 5 | Финишировал, заработав очки                                        |
| Сход | Не финишировал, но при этом заработал очки                         |
| 12 | Финишировал, не получив очков                                      |
| НКЛ | Финишировал, но не попал в финальную классификацию                 |
| 15 | Участвовал вне зачёта, либо по отдельной классификации             |
| 18 | Не финишировал, но попал в финальную классификацию                 |
| Сход | Не финишировал                                                     |
| НКВ | Не прошёл квалификацию                                             |
| НПКВ | Не прошёл предквалификацию                                         |
| ДСК | Дисквалифицирован                                                  |
| ИСК | Исключён из протокола соревнований                                 |
| ТТ | Заявлен для участия только в тренировках                           |
| НС | Участвовал в квалификации, но не стартовал в гонке                 |
| Т | Травмирован или болен                                              |
| ОТК | Отказ от участия                                                   |
| НТР | Прибыл на соревнования, но на трассу не выезжал                    |
| НПР | Был заявлен в числе участников, но не прибыл к началу соревнований |
| О | Соревнования отменены                                              |
| | Не участвовал                                                      |
| Поул-позиция |                                                                    |
| Быстрый круг |                                                                    |

| Сезон | Команда                   | Шасси            | Двигатель                       | Ш | 1      | 2        | 3        | 4        | 5      | 6        | 7        | 8        | 9        | 10       | 11     | 12     | 13     | 14       | 15     | 16       | 17     | 18       | 19       | 20     | 21       | Место | Очки |
| ----- | ------------------------- | ---------------- | ------------------------------- | - | ------ | -------- | -------- | -------- | ------ | -------- | -------- | -------- | -------- | -------- | ------ | ------ | ------ | -------- | ------ | -------- | ------ | -------- | -------- | ------ | -------- | ----- | ---- |
| 2013  | Scuderia Toro Rosso       | Toro Rosso STR8  | Ferrari 056 2,4 V8              | P | АВС    | МАЛ      | КИТ      | БАХ      | ИСП    | МОН      | КАН      | ВЕЛ      | ГЕР      | ВЕН      | БЕЛ    | ИТА    | СИН    | КОР      | ЯПО    | ИНД      | АБУ    | США тест | БРА тест |        |          | —     | 0    |
| 2014  | Scuderia Toro Rosso       | Toro Rosso STR9  | Renault F1-2014 Energy 1,6 V6   | P | АВС 9  | МАЛ 10   | БАХ 11   | КИТ 10   | ИСП 14 | МОН Сход | КАН Сход | АВТ Сход | ВЕЛ 9    | ГЕР Сход | ВЕН 14 | БЕЛ 9  | ИТА 11 | СИН 14   | ЯПО 11 | РОС 14   | США 15 | БРА 11   | АБУ Сход |        |          | 15    | 8    |
| 2015  | Infiniti Red Bull Racing  | Red Bull RB11    | Renault F1-2015 Energy 1,6 V6   | P | АВС НС | МАЛ 9    | КИТ Сход | БАХ 9    | ИСП 10 | МОН 4    | КАН 9    | АВТ 12   | ВЕЛ 6    | ВЕН 2    | БЕЛ 4  | ИТА 10 | СИН 6  | ЯПО 13   | РОС 5  | США Сход | МЕК 4  | БРА 7    | АБУ 10   |        |          | 7     | 95   |
| 2016  | Red Bull Racing           | Red Bull RB12    | TAG Heuer (Renault RE16) 1,6 V6 | P | АВС НС | БАХ 7    | КИТ 3    | РОС 15   |        |          |          |          |          |          |        |        |        |          |        |          |        |          |          |        |          | 14    | 25   |
| 2016  | Scuderia Toro Rosso       | Toro Rosso STR11 | Ferrari 059/4 1,6 V6T           | P |        |          |          |          | ИСП 10 | МОН Сход | КАН 12   | ЕВР Сход | АВТ Сход | ВЕЛ 10   | ВЕН 16 | ГЕР 15 | БЕЛ 14 | ИТА Сход | СИН 9  | МАЛ 14   | ЯПО 13 | США 11   | МЕК 18   | БРА 13 | АБУ Сход | 14    | 25   |
| 2017  | Scuderia Toro Rosso       | Toro Rosso STR12 | Renault R.E.17 1,6 V6T          | P | АВС 9  | КИТ Сход | БАХ 12   | РОС 12   | ИСП 9  | МОН 14   | КАН Сход | АЗЕ Сход | АВТ 16   | ВЕЛ 15   | ВЕН 11 | БЕЛ 12 | ИТА 12 | СИН Сход | МАЛ    | ЯПО      | США 10 | МЕК      | БРА      | АБУ    |          | 19    | 5    |
| 2019  | Red Bull Toro Rosso Honda | Toro Rosso STR14 | Honda R.A.619H 1,6 V6 T         | P | АВС 10 | БАХ 12   | КИТ Сход | АЗЕ Сход | ИСП 9  | МОН 7    | КАН 10   | ФРА 14   | АВТ 17   | ВЕЛ 9    | ГЕР 3  | ВЕН 15 | БЕЛ 7  | ИТА Сход | СИН 15 | РОС 12   | ЯПО 10 | МЕК 11   | США 12   | БРА 10 | АБУ 9    | 13    | 37   |
| 2020  | Scuderia AlphaTauri Honda | AlphaTauri AT01  | Honda R.A.620H 1,6 V6 T         | P | АВТ 12 | ШТИ 10   | ВЕН 12   | ВЕЛ Сход | 70Л 10 | ИСП 12   | БЕЛ 11   | ИТА 9    | ТОС 7    | РОС 8    | АЙФ 15 | ПОР 19 | ЭМИ 4  | ТУР 12   | БАХ 11 | САХ 7    | АБУ 11 |          |          |        |          | 14    | 32   |

### FIA WEC
| Сезон | Команда               | Класс    | Машина           | 1      | 2      | 3        | 4        | 5      | 6      | 7        | 8        | Место | Очки |
| ----- | --------------------- | -------- | ---------------- | ------ | ------ | -------- | -------- | ------ | ------ | -------- | -------- | ----- | ---- |
| 2023  | Prema Racing          | LMP2     | Oreca 07         | СЕБ 2  | ПОР 4  | СПА 10   | ЛМН Сход | МНЦ 7  | ФУД 10 | БАХ 5    |          | 9     | 63   |
| 2024  | Lamborghini Iron Lynx | Hypercar | Lamborghini SC63 | КАТ 13 | ИМО 12 | СПА Сход | ЛМН 10   | САП 17 | США 14 | ФУД Сход | БАХ Сход | 31    | 2    |

### 24 часа Ле-Мана
| Год  | Команда               | Напарники                        | Машина           | Класс    | Круги | ОП | КП |
| ---- | --------------------- | -------------------------------- | ---------------- | -------- | ----- | -- | -- |
| 2023 | Prema Racing          | Мирко Бортолотти Дориан Пен      | Oreca 07-Gibson  | LMP2     | 113   | НФ | НФ |
| 2023 | Lamborghini Iron Lynx | Мирко Бортолотти Эдоардо Мортара | Lamborghini SC63 | Hypercar | 309   | 10 | 10 |